# Lucká provincie

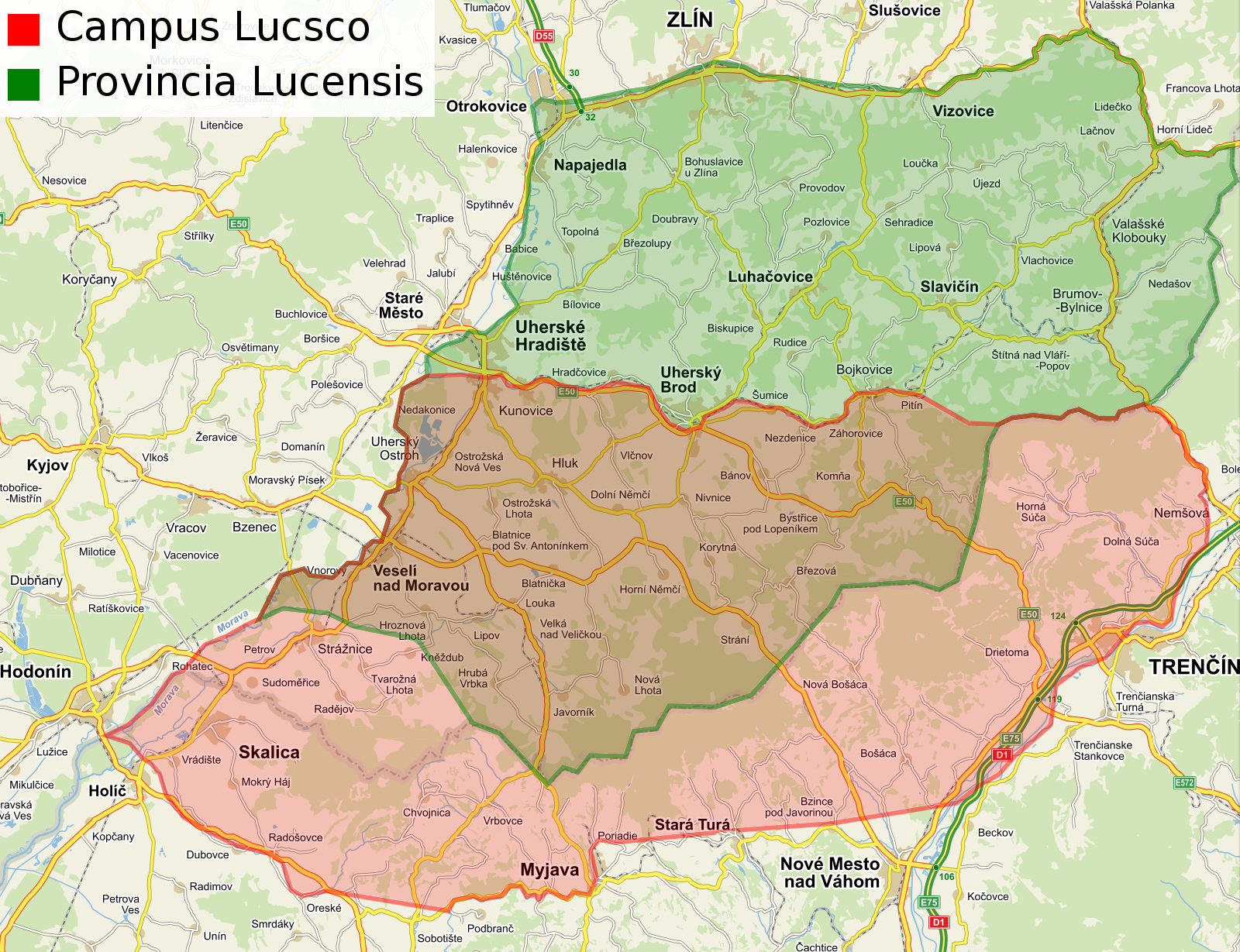
Přibližná geografická situace a na moravsko-slovenském pomezí dle popisu Jiřího Mitáčka (2008)

Lucká provincie (latinsky Provincia Lucensis) je historické správní území na jihovýchodě Moravy, které se teprve ve 13. století začalo konstituovat jakožto její stálá součást. Lucká provincie vznikla v severní části hraničního nárazníkového pásma (tzv. confinium) na pomezí Moravy a Uher, zvaného Lucké pole, Lucko (latinsky campus Lucsko) či provincie Váh, o něž od 11. do 13. století vedl Přemyslovský stát spory s Uherským královstvím. Lucké pole se rozkládalo po obou stranách pohoří Bílé Karpaty – jeho hranice tvořil dolní tok řeky Moravy a řeka Olšava na straně moravské a řeka Váh a pohoří Malé Karpaty či říčka Chvojnica na straně uherské.

## Osídlení
O někdejší přítomnosti uherské hranice v dnešním moravském vnitrozemí svědčí vznik opevněné hraniční osady Uherský Brod – původně „Brod při hranicích uherských“ – na řece Olšavě (od kterého přídomek „uherský“ později převzalo také Uherské Hradiště a Uherský Ostroh). V Uherském Brodě a Kunovicích stály přemyslovské celnice a vedly odtud obchodní cesty dále do Uher. Uherský vliv lze pozorovat také ve Slavičíně (patrocinium kostela sv. Vojtěcha), Blatnici pod Svatým Antonínkem (uherské patrocinium sv. Ondřeje) či Bánově (patrocinium kostela sv. Martina). Ještě v 16. století se oblast na pravém břehu Olšavy v obci Nezdenice nazývala Moravské Nezdenice.
Na někdejší pojmenování tohoto kraje odkazují i názvy některých územních tratí v oblasti – Lusko mezi intravilány Slavkova a Dolního Němčí nebo Lucko v Bánově. Etymologie názvu města Hluk je nejasná, s Luckým polem ho na základě záměny písmen („Hlucké pole“) mylně spojil František Palacký, z něhož vycházeli mnozí další autoři.

## Význam

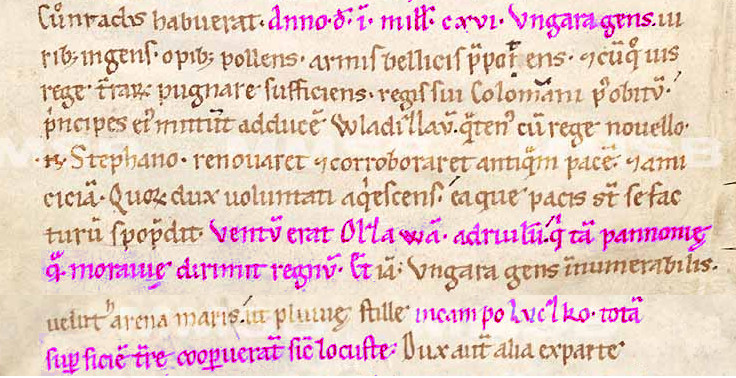
Začátek textu z Kosmovy kroniky české o bitvě svedené v pohraničním Luckém poli: „[…] V roce vtělení Páně 1116. uherský lid […] přijel k říčce Olšavě, jež dělí panství panonské [tj. uherské] a moravské a […] pokryl na poli Lucku celý povrch zemský jako kobylky. […]“

Jakožto pohraniční kraj a místo průchodu důležité obchodní cesty do Uher sloužila tato oblast několikrát za místo schůzek představitelů obou sousedících zemí. V roce 1099 se na Luckém poli (možná u Dolního Němčí) sešel český kníže Břetislav II. s uherským králem Kolomanem, roku 1116 pak český kníže Vladislav I. s uherským králem Štěpánem II. (po tomto setkání došlo 13. května 1116 k tzv. bitvě na Luckém poli, ve které byli Uhři poraženi).
Tyto události zaznamenal jejich současník kronikář Kosmas ve své Kronice Čechů. Pro absenci lidských sídel však nemohl kronikář místo střetu blíže určit, což vedlo později k nekončícím pokusům místních dějepisců svázat bitvu co nejúžeji s určitou lokalitou (např. Dolním Němčím, Slavkovem, Nivnicí či Hlukem). V roce 900. výročí bitvy byl při východním okraji intravilánu Dolního Němčí vztyčen pískovcový památník tuto událost připomínající (bez odkazu na konkrétní místo).
V polovině 13. století ovládali území Lucké provincie Tvrdišovci (dřívějšími badateli mylně ztotožňovaní s pány z Horky), později páni z Rýzmburka a nakonec páni z Hradce. Území mělo vlastní správce zastupující přemyslovského panovníka a zřejmě bylo vojensky organizováno.

## Zánik
K upevnění českých zájmů na území Lucka došlo v návaznosti na porážku Bély IV. Přemyslem Otakarem II. 12. července 1260 v bitvě u Kressenbrunnu po tzv. kumánských válkách. Tehdy se na části území Lucka, ohraničené řekou Veličkou a hřebenem Bílých Karpat, začala správně formovat Lucká provincie jako součást Markrabství moravského. Oproti původnímu Lucku se nově součástí provincie na severu stalo území mezi Olšavou a Dřevnicí, naopak odděleně se v rámci moravského Břeclavska začalo vyvíjet území na jihu mezi Veličkou a Sudoměřickým potokem a součástí Uherského království (a později tak i Slovenska) se stalo Záhoří a Pováží.
K zániku Lucké provincie došlo na počátku 14. století, kdy začalo členění na provincie ztrácet na významu ve prospěch menších celků s centry ve městech. V římskokatolické církevní správě existoval však i po zániku provincie až do poloviny 14. století tzv. děkanát lucký, ze kterého se později vyvinul dnešní děkanát uherskobrodský.